# 麻醉药物和危险药物管理局

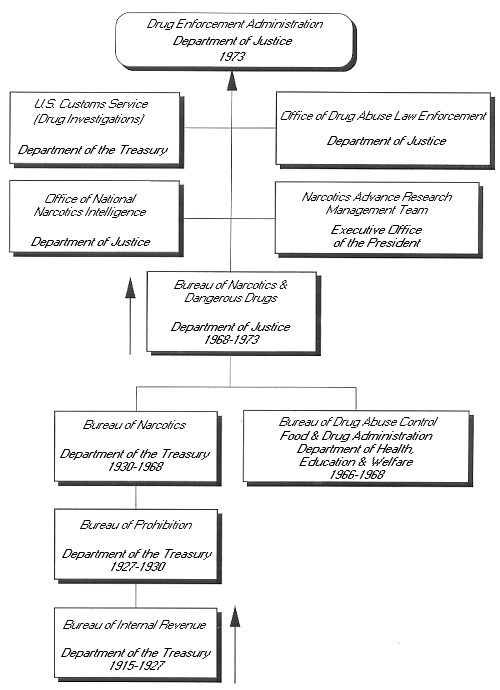
麻醉药物和危险药物管理局孕育了美国缉毒局。

麻醉药物和危险药物管理局（Bureau of Narcotics and Dangerous Drugs，缩写：BNDD）是缉毒局的前身。它建立于1968年，是美国司法部的下属机构，包括由原属于美国财政部的麻醉药物管理局（Bureau of Narcotics）和原属卫生及公共服务部下属机构食品药品监督管理局的滥用毒品控制局（Bureau of Drug Abuse Control）合并而成。
1971年，该局共有1,500名职员，年预算为约4300万美元。
1971年1月，中央情报局局长理查德·赫尔姆斯批准了一项由麻醉药物和危险药物管理局局长约翰·英格索尔提议的“对BNDD的秘密招募和安保支持”计划。
英格索尔怀疑其属下存在腐败现象，要求中情局协助查处蛀虫。
1973年，该局并入新成立的缉毒局。

## 脚注
1. ↑  .   [2010-11-19]. （原始内容存档于2020-02-09）.
2. ↑   (PDF). Central Intelligence Agency: 29.   [2008-06-16]. （原始内容存档 (PDF)于2013-07-13）.
3. ↑  . Drug Enforcement Administration.   [2008-06-16]. （原始内容存档于2008-02-23）. John E. Ingersoll served as Director of the U.S. Bureau of Narcotics and Dangerous Drugs (BNDD) from 1968 until 1973.
4. ↑   (PDF). Central Intelligence Agency: 62.   [2008-06-16]. （原始内容存档 (PDF)于2013-07-13）.